# Galepsus cliquennoisi
Galepsus cliquennoisi es una especie de mantis de la familia Tarachodidae.

## Distribución geográfica
Se encuentra en Comoras.